# Joseph Cassanyes
Jacques, Joseph, François Cassanyes, né le 11 novembre 1758 à Canet (Roussillon)  et mort dans cette même ville le 22 avril 1843,, est un médecin et homme politique français.

## Biographie
Né le 11 novembre 1758, Joseph Cassanyes est baptisé cinq jours plus tard dans l'église Saint-Jacques de Canet. Il est issu de par son père, le propriétaire et chirurgien Jacques Cassanyes, d'une vieille famille de Canet, tandis que sa mère Madeleine Vernis (ou Magdeleine Bernis) est originaire d'Argelès. Son grand-père maternel, Joseph Vernis, fut notamment batlle d'Argelès.
Bien que l'aîné de trois garçons, il semble d'abord destiné à devenir prêtre et, après avoir reçu son premier enseignement de la grammaire française et de la langue latine auprès du curé de Canet Pierre Alavall, il entre au séminaire de Perpignan et reçoit la tonsure en 1771, tout en étant pourvu d'un bénéfice à l'église Saint-Jacques de Canet. Mais il bifurque rapidement et après être passé au collège Saint-Laurent de Perpignan pour y étudier les belles-lettres, il s'inscrit à dix-huit ans à l'université de Perpignan où il étudie la philosophie un an durant. Abandonnant définitivement l'idée de la carrière ecclésiastique, il s'inscrit en médecine et obtient le grade de chirurgien. Il retourne alors à Canet où il assiste son père à la fois dans sa profession de chirurgien, mais aussi en tant qu'agriculteur ou commerçant, menant jusque-là une vie modeste,.
Bien que peu enthousiaste au début pour les idées et les événements qui mènent à la Révolution française, il fait partie le 12 avril 1789 des rédacteurs du cahier de doléances de la paroisse de Canet et propose notamment l'assèchement des marais près de l'étang de Canet. Après le départ de l'administration d'ancien régime, il est nommé maire de Canet en 1790 puis membre administrateur du district de Perpignan,.
Élu député à la Convention nationale le 2 septembre 1792 avec 74 voix sur 151 votants, il vote pour l'abolition de la royauté, pour la République et enfin, le 15 janvier 1793, pour la mort du Roi,. 

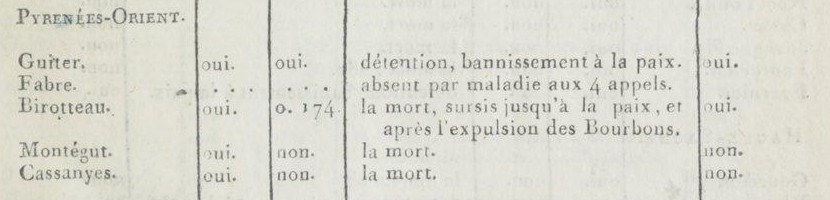
Votes des députés des Pyrénées-Orientales concernant la mort de Louis XVI

Envoyé en juillet 1793 auprès de l'Armée des Pyrénées-Orientales, il participe activement aux batailles de La Perche (28 août) et de Peyrestortes (17 septembre) qui freinèrent l'avancée de l'ennemi. Il intervient également en urgence afin de sauver le pont du Diable de Céret que le général Dagobert souhaitait faire sauter afin de couper la route à l'armée espagnole.
Rappelé à la Convention au mois de décembre 1793, il rentre à Paris et participe à la chute de Robespierre, se joignant à la troupe dirigée par Paul Barras le 9 thermidor de l'an II (27 juillet 1794). Peu après il est envoyé inspecter l'Armée des Alpes et voyage entre Grenoble et Nice, où il rencontre le jeune général Napoléon Bonaparte. En juillet 1795, il est envoyé à Chambéry pour faire rétablir l'ordre dans le département du Mont-Blanc. Il s'y trouve encore quand, un mois plus tard, la Convention est supprimée et remplacée par le Conseil des Anciens et le Conseil des Cinq-Cents. Cela ne l'empêche pas d'être le premier député élu du département des Pyrénées-Orientales au Conseil des Cinq-Cents. Il quitte alors Chambéry pour Paris au mois de novembre et siège alors discrètement dans sa nouvelle fonction jusqu'au 20 mai 1797. Son mandat achevé, Joseph Cassanyes rentre à Perpignan et revient dans l'Administration centrale des Pyrénées-Orientales, dont il est le président de juillet 1799 à avril 1800. Joseph Cassanyes devient ensuite un temps juge de paix à Perpignan, puis conseiller d'arrondissement, pour finir par revenir à Canet et s'occuper exclusivement de la gestion de ses terres (une trentaine d'hectares à Canet et une vingtaine à Elne et Claira).

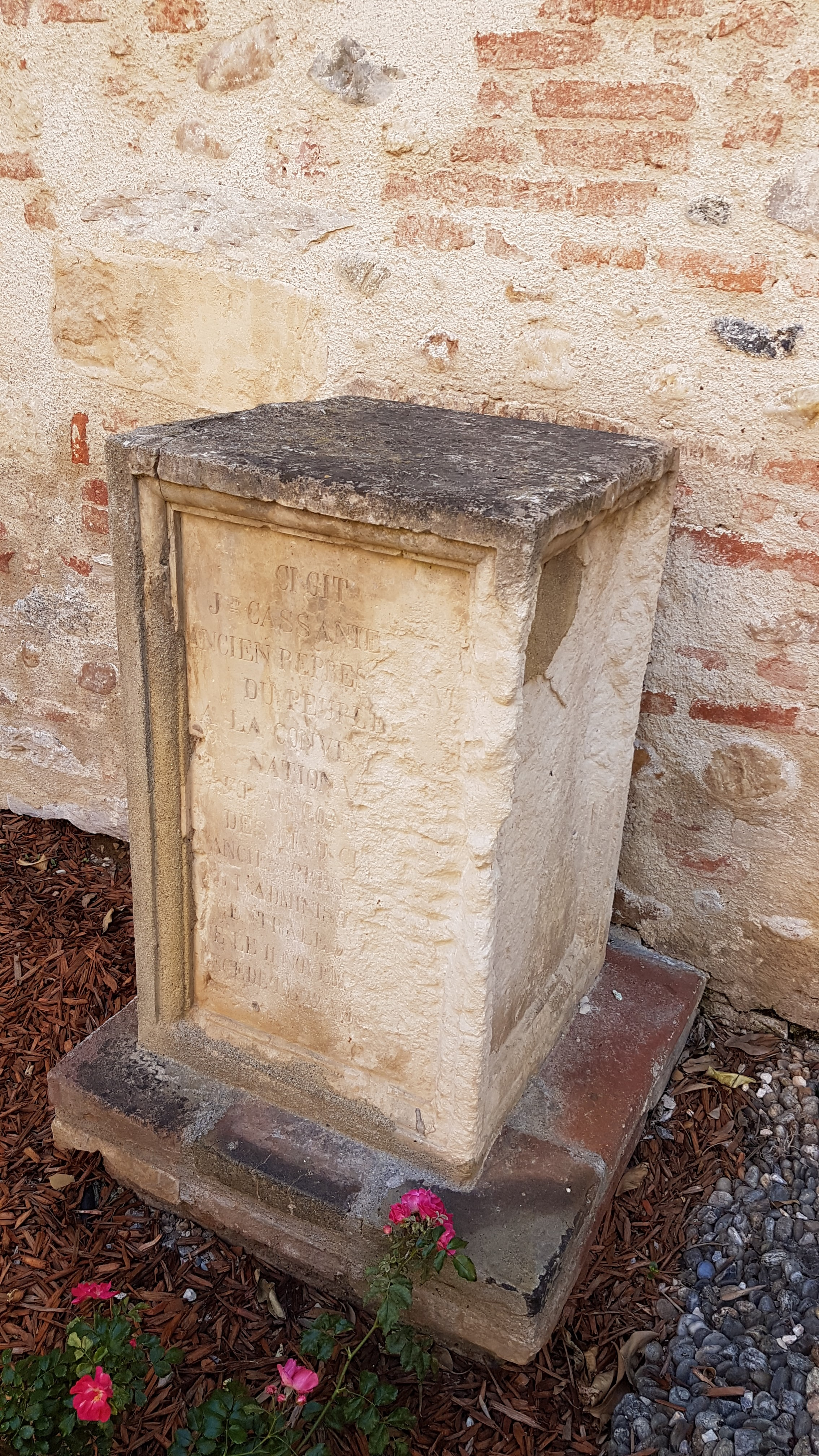
La pierre tombale de Joseph Cassanyes

Une dizaine d'années plus tard, en février 1813, Joseph Cassanyes accepte d'être à nouveau nommé maire de Canet. Il conserve cette fonction lors de la Première Restauration et doit prêter serment au roi le 23 octobre 1814, mais démissionne cinq jours plus tard. Durant les Cent-Jours, il signe l'Acte additionnel aux constitutions de l'Empire du 22 avril 1815, aggravant sa réputation de révolutionnaire régicide. Après le retour de la monarchie, il fait partie des personnes surveillées et est agressé avec son épouse dans la rue à Canet le 21 août 1815.
Les mesures de sécurité générale votées par la loi du 29 octobre 1815 ont pour conséquence son expulsion du département des Pyrénées-Orientales. Il s'installe alors dans l'Aude, d'abord à Castelnaudary, puis à Padern. Vient ensuite la loi du 12 janvier 1816 qui le force cette fois-ci à l'exil en tant que régicide. Il part seul en Suisse, d'abord à Saint-Gall et enfin à Vevey, où il écrit ses mémoires. Il tente de faire marcher ses relations, notamment par le biais de François-Antoine de Boissy d'Anglas, ancien député à la Convention nationale et au Conseil des Cinq-cents et franc-maçon comme lui, mais ses demandes de grâce auprès d'Élie Decazes, ministre de l'Intérieur de Louis XVIII, restent sans effet. En 1821, Cassanyes décide de se rapprocher de sa famille et rejoint la Catalogne en passant par l'Italie pour s'installer à L'Escala, petit port de pêche situé dans le golfe de Rosas, à quelques kilomètres de la frontière avec la France et les Pyrénées-Orientales. 
Joseph Cassanyes demeure à L'Escala jusqu'en 1830, date à laquelle il peut enfin rentrer en France et retourner auprès des siens à Canet. Il y retrouve notamment son fils Joseph, fidèle aux idées  de son père et devenu le chef de file des républicains de la commune. Celui-ci est élu maire en 1831, fonction qu'il conserve jusqu'en 1848, avant d'être déporté en Algérie à la suite du coup d'État du 2 décembre 1851 de Napoléon III. Joseph Cassanyes, quant à lui, s'est retiré dans sa propriété et meurt à Canet le 22 avril 1843, à l'âge de 84 ans. Son épouse meurt cinq jours après,.

## Mandats
Maire
- 1790-1792 : Maire de Canet
- février 1813-28 octobre 1814 : Maire de Canet

Député
- 1792-1795 : Député à la Convention nationale
- 1795-1797 : Député au Conseil des Cinq-Cents

Autre
- 21 juillet 1799-11 avril 1800 : Président de l'Administration centrale des Pyrénées-Orientales